# البروفيسور الفاتح الحبر

## السيرة الذاتية
البروفيسور الفاتح الحبر عمر أحمد هو أحد الأعلام البارزين في مجال التعليم الإسلامي في السودان، ويشغل حاليًا منصب مدير جامعة أم درمان الإسلامية. تميز بإدارته الحكيمة ورؤيته التطويرية التي ساهمت في تقدم الجامعة وزيادة تأثيرها العلمي والديني في المجتمع السوداني وخارجه. ينتمي البروفيسور الفاتح الحبر إلى مذهب أهل السنة والجماعة، ويتبع التصوف الوسطي على مذهب الإمام مالك.

### التعليم والمؤهلات الأكاديمية
1. بكالوريوس في العلوم الزراعية - جامعة الإسكندرية، مصر، يونيو 1983
2. بكالوريوس في الدراسات الإسلامية - جامعة أم درمان الإسلامية، أغسطس 1990
3. ماجستير في السنة وعلوم الحديث - جامعة أم درمان الإسلامية، أغسطس 1994
4. دكتوراه في السنة وعلوم الحديث - جامعة أم درمان الإسلامية، سبتمبر 1997
5. إجازة علمية في العلوم الإسلامية والعربية - من الشيخ جار النبي جادين الحضري، يناير 1996
6. إجازة علمية في العلوم الشرعية واللغة العربية - من الشيخ محمد علي الطريفي، يوليو 2002

### الخبرات العملية
1. أستاذ الحديث المساعد - جامعة أم درمان الإسلامية، أكتوبر 1997
2. رئيس قسم السيرة والشمائل - يوليو 1998
3. رئيس قسم الثقافة الإسلامية - سبتمبر 1998
4. رئيس قسم السنة - أغسطس 1999
5. أستاذ مشارك - ديسمبر 2000
6. مدير فرع كلية التنمية البشرية - جامعة أم درمان الإسلامية، يوليو 2001 – أكتوبر 2007
7. عميد كلية أصول الدين[1] - جامعة أم درمان الإسلامية، أكتوبر 2007
8. مدير جامعة أم درمان الإسلامية[2] - منذ 2022

### الإسهامات العلمية والبحثية
البروفيسور الفاتح الحبر شارك في العديد من المؤتمرات العلمية المحلية والدولية، وكان عضوًا في هيئة علماء السودان ودائرة الأديان واللغات بالمركز العالمي لأبحاث الإيمان. نشر العديد من البحوث المحكمة في مجالات مختلفة تتعلق بالسنة وعلوم الحديث، ومن أبرزها:
1. "مشروعية الرقى في هدي خير الورى" - مجلة أبحاث الإيمان الفصلية، يناير 2000
2. "مفهوم الرباط في سنة هادي العباد" - مجلة أبحاث الإيمان الفصلية، أغسطس 2000
3. "رد القول المخالف لما جاء في خبر المعازف[3]" - مجلة جامعة أم درمان الإسلامية، ديسمبر 2005
4. ورقة علمية بعنوان "الجهود المعاصرة في خدمة المذهب المالكي ونشر تصانيفه[4]" - قدمت في المؤتمر العلمي الأول في دبي، الإمارات العربية المتحدة
5. "مواجهة تحديات نشر الحديث الشريف" - مجلة أبحاث الإيمان، ديسمبر 2005
6. "القيم الحضارية في السنة النبوية[5] – مقاصد العلم والمعرفة في السنة النبوية" - الندوة العلمية الدولية الثالثة
7. "السياق وجمع الروايات وأسباب الورود وأثرها في فهم الحديث الشريف[6]" - الندوة العلمية الدولية الرابعة

### الاشراف على الرسائل العلمية
تولى الحكم والاشراف على مجموعة من الرسائل العلمية: (ماجستير – دكتوراه) بجامعة أمدرمان الإسلامية علاوة علي الاشراف علي عدد من الرسائل العلمية بجامعات داخل وخارج السودان مثالا لا حصراً :
جامعة إفريقيا العالمية وجامعة القرآن الكريم والعلوم الإسلامية، و جامعة النيلين، و جامعة نيالا، و جامعة الجزيرة، و جامعة وادي النيل.

### الكتب المؤلفة
1. تحقيق وتخريج أحاديث وآثار كتاب "باب التوصل لحقيقة التوكل[8]" - للشيخ أحمد بن محمد المقابلي
2. تأليف كتاب بعنوان "الوجيز في السنة وعلوم الحديث" - وهو في مرحلة المراجعة النهائية
3. إضاءات مقتبسة من جهود العلماء المعاصرين في الذب عن الصحيحين وخدمتهما[9]

### الأنشطة الدينية والاجتماعية
البروفيسور الفاتح الحبر يلتزم بتقديم خدمات دينية واجتماعية متنوعة، تساهم في نشر القيم الإسلامية والتصوف الوسطي، ودعم المجتمع المحلي. فيما يلي تفصيل لأبرز أنشطته:
التدريس في المساجد والمراكز الإسلامية:
```
  مسجد الدبيبة: يقدّم فيه دروسًا أسبوعية في التفسير والحديث.
  مسجد الخيف بأم درمان: يقوم بتدريس الفقه الإسلامي ومبادئ الدين الوسطي.
  مسجد السديرة: يشرح فيه كتب التصوف ومفاهيمه الأساسية.
  جمعية الإمام مالك: يقدم دروسًا في مختلف العلوم الشرعية.
```

### تدريس كتب التصوف:
```
  
كتاب "حقائق عن التصوف
": يقدم شرحًا عميقًا لمفاهيم التصوف.
  كتاب "
إحياء علوم الدين
" 
للغزالي
: يشرح هذا الكتاب الهام في التصوف.
  كتاب "
الحكم العطائية
" ل
ابن عطاء الله السكندري
 بشرح أحمد ابن عجيبة: يتناول الحكم والأخلاق الإسلامية.
  كتاب "
صحيح البخاري
": يشرح 
الأحاديث النبوية
 مع التركيز على الجوانب الروحية.
  كتاب "
متن العزية
" للجماعة الأزهرية: يتناول فيه 
الفقه المالكي
.
  كتب 
التفسير
 
للقرآن الكريم
: يقدم تفسيرًا شاملاً 
للقرآن الكريم
.
  كتب 
الفقه الإسلامي
: يدرس مختلف كتب الفقه 
بمذاهبها الأربعة
، مع التركيز على 
مذهب الإمام مالك
.
```

### الأنشطة الإنسانية:
```
  إطعام الفقراء والمساكين: يقوم بتوزيع الطعام في مسيده، دعمًا للفقراء والمحتاجين.
  مساعدة الأسر الفقيرة: يقدم دعمًا ماليًا وعينيًا للأسر ذات الدخل المحدود.
```

### حل المشاكل القبلية والاجتماعية والمادية:
```
  يتدخل ل
حل النزاعات
 القبلية و
الاجتماعية
، ويساهم في تقديم الدعم للمشاكل المادية التي تواجه أفراد المجتمع.
```

### عدم الانخراط فيالسياسة:
```
 يركز جهوده على التعليم والخدمة المجتمعية، ويبتعد عن النشاطات السياسية الا عند الضروره
```